# Emma-Journalistinnen-Preis
Der Emma-Journalistinnen-Preis ist ein deutscher Journalistenpreis. Der Preis wurde 1990 von der Emma-Gründerin Alice Schwarzer initiiert. Bis 2012 wurde er alle zwei Jahre an Journalistinnen vergeben, um journalistische Qualität mit einem Bewusstsein für gesellschaftliche Realitäten zu fördern und der strukturellen Benachteiligung von Frauen in einem traditionell männlichen Beruf bestärkend entgegenzuwirken.

## Preisvergabe
Die Preisvergabe findet alle zwei Jahre statt. Es werden drei Preise vergeben, die zuletzt mit 3.000 EUR (1. Preis), 2.000 EUR (2. Preis), und 1.000 EUR dotiert waren. Daneben vergibt die Jury seit 2002 einen Männerpreis, der im Gegensatz zum Journalistinnen-Preis auch Männern offensteht. Seit 2006 wird auch ein Förderpreis für junge Journalistinnen vergeben. Seit 1992 wird der Emma-Journalistinnen-Preis vom nordrhein-westfälischen Frauenministerium gefördert.

## Jury
Die Jury, die über die Auswahl der eingesandten Arbeiten entscheidet, besteht – neben der Juryvorsitzenden Alice Schwarzer – aus fünf bis acht Journalistinnen und Autorinnen.

## Preisträgerinnen

### 1990
- Die 1. Verleihung fand in Köln statt.
- Holde-Barbara Ulrich
- Esther Knorr-Anders
- Susanne Mayer  (Die Zeit)

### 1992
- 2. Verleihung
- 1. Preis: Ulla Fröhling (Brigitte)
- 2. Preis: Cornelia Filter für Ich bin meine eigene Päpstin, ein Porträt von Uta Ranke-Heinemann, erschienen in Emma
- 3. Preis: Irena Brežná für Flüssiger Fetisch, erschienen in der Weltwoche
- 3. Preis: Susanne Güsten (Petra)
- Sonderpreis Glosse: Claudia Kohlhase (taz)
- Sonderpreis Kommentar: Christiane Greti (SZ-Magazin).

### 1994
- 3. Verleihung
- Bascha Mika (taz)
- Catarina Kennedy-Bannier (Der Tagesspiegel)
- Mechthild Blum (Badische Zeitung)
- Susanne Mayer (Die Zeit)

### 1997
- 4. Verleihung
- Angelika Dietrich (Badische Zeitung)
- Gisela Brackert für einen Beitrag über die Designerin Eileen Gray

### 1998
- 5. Verleihung
- Regina Mönch (Tagesspiegel)
- Cornelia Gerlach für Die wollten segeln als Matros..., erschienen in mare
- Sonderpreis für Glossen: Ulla Lessmann, freie Krimi-Autorin

### 2000
- Der Jury für die 6. Verleihung gehörten neben Alice Schwarzer u. a. an Herta Müller, Sabine Christiansen, Dana Horáková, und Evelyn Roll.
- 1. Preis: Constanze von Bullion für Feen und Springerstiefel, eine Geschichte über Mädchen in der rechtsextremistischen Szene, erschienen in der Süddeutschen Zeitung am 24. November 1999.
- 2. Preis: Annett Heide für Drei Jahre mit Mehmet, erschienen in der Berliner Zeitung am 8. April 2000.
- 3. Preis (wurde 2000 sechs Mal vergeben):
  - Andrea Claudia Hoffmann für Wer hat meine Eltern getötet?, erschienen in Allegra, Februar 2000.
  - Annabel Wahba für Mir gehört Auschwitz, erschienen in der Süddeutschen Zeitung am 14. August 1999.
  - Cornelia Filter für Die Vatikan-Connection über deutsche LebensschützerInnen und ihre Verbindungen nach Rom, erschienen in Emma, Mai/Juni 1998
  - Sabine Rückert für ihren Report Scharf aufs Leben über die neuen Fernsehheldinnen über 50, erschienen in der Zeit am 24. September 1998
  - Andrea Böhm für Freier für den Frieden, in dem sie beschreibt, wie sich UN-Soldaten am Frauenhandel mitschuldig machen, erschienen in der Zeit

### 2002
- Der 7. Emma-Preis wurde erstmals in Berlin verliehen von Maybrit Illner, Alice Schwarzer und Ministerin Andrea Fischer, und zum ersten Mal auch an einen Mann.
- Frauke Hunfeld
- Karin Steinberger
- Kerstin Kohlenberg
- Rico Czerwinski

### 2004
- Der Jury für die 8. Verleihung gehörten neben Alice Schwarzer u. a. an Anne Will, Katja Kullmann und Tissy Bruns.
- 1. Preis: Sabine Riedel für eine Reportage über das Leben einer Rentnerin in St. Petersburg, erschienen in der NZZ
- 2. Preis: Nina Poelchau für Pech und Schwefel. Geschichte einer Ehehölle, erschienen im  SZ-Magazin
- 3. Preis: Karin Ceballos Betancur für eine Biografie der entführte Politikerin Ingrid Betancourt, erschienen im Stern
- Männerpreis: Roland Bäurle und Kai Strittmatter vom SZ-Magazin sowie Tobias Kniebe von Neon

### 2006
- Der Jury für die 9. Verleihung gehörten neben Alice Schwarzer u. a. an Gisela Marx, Jana Hensel und Petra Gerster.
- 1. Preis: Heike Faller für „Haben wir die Emanzipation verspielt?“, erschienen in: Die Zeit Nr. 17 vom 20. April 2006
- 2. Preis: Tina Hildebrandt Kein Mann, kein Kind, kein Hund, erschienen in der Zeit
- 3. Preis: Fiona Ehlers Und ewig grüßt der Muezzin, erschienen im Spiegel
- Männerpreis: Finn Canonica Mütter zweiter Klasse, erschienen in Das Magazin
- Förderpreis: Lara Fritzsche für Meine Freundin Ana, erschienen im KstA

### 2008
- 1. Preis: Renate Meinhof für den Beitrag Alles bleibt anders in der Süddeutschen Zeitung[2]
- 2. Preis: Barbara Hardinghaus für ihr Demografie-Porträt Der Jahrhundertmensch
- 3. Preis: Christiane Kohl (Süddeutsche Zeitung), Susanne Krieg (Geo) und Sonja Banze (Park Avenue)
- Männerpreis: Mario Kaiser (Der Spiegel), Dirk Kurbjuweit (Der Spiegel), Florian Klenk (Die Zeit)

### 2010
- 1. Preis: Petra Reski für ihre Berichterstattung über die Mafia erschienen 2009/2010 in der Zeit
- 2. Preis: Ulrike Posche für Die Bienenkönigin (Kanzlerin Merkel), Der Stern 39/2009
- 3. Preis: Beate Lakotta für Der Ludwig lacht (Spätabtreibungen), Der Spiegel 26/2009; Gabriele Riedle für Alles wieder auf Anfang (Liberia), Geo Dezember 2009
- Männerpreis: Wolfgang Bauer für Die Hurenkinder (Philippinen), Focus 53/2009; Mathias Mesenhöller für Die Macht der Frauen, Geo September 2009; Tanjev Schultz, Zeugnistage (Hentig), Süddeutsche Zeitung, 12. März 2010

### Letzte Vergabe 2012
- 1. Preis: Kerstin Kullmann für den Artikel Der neue Schatz erschienen im Spiegel, 2/2012 (9. Januar 2012)[3]
- 2. Preis: Sibylle Hamann für den Artikel Fertig mit putzen, erschienen im Wiener Falter, 36/2010.
- 2. Preis: Kerstin Greiner für den Artikel Die Ausputzerin, erschienen im Süddeutsche Zeitung Magazin, 27/2010 (8. Juli 2010).[4]
- Sonderpreis: Claudia Kempf und Annika Rausch für eine Artikelserie über das Zusammenleben mit Türkinnen, erschienen im Lauterbacher Anzeiger am 19. und 26. März 2011.